# Alberto Barros Jr.
Alberto Barros „A.B.“ Jr. (* in Barranquilla) ist ein kolumbianischer Schauspieler, Kurzfilmschaffender und Sänger.

## Leben
Barros wurde als Sohn des Musikproduzenten Alberto Barros Sr. in Barranquilla geboren. Sein Großvater war der Komponist José Benito Barros (1915–2007). Er studierte von 1997 bis 1999 Marketing und International Business an der Universidad Autónoma de Colombia. 1999 zog er in die USA nach Miami. Dort besuchte er eine Schule für Audio- und Tontechnik. 
Erste Schritte als Musiker machte er in der Salsa-Band Los Titanes, für die sein Vater als Produzent fungierte. Danach sang er gemeinsam mit der kolumbianischen Sängerin Andrea Santachika in einem Gesangs-Duo. Kleinere Erfolge konnte die Gruppe unter anderen in Mexiko erzielen. Unter dem Pseudonym A.B. Junior ist er als Solo-Sänger tätig. Sein Vater unterstützt ihn musikalisch in einigen Liedern.
Seit 2010 arrangiert sich Barros als Schauspieler. Nach Episodenrollen in Fernsehserien wie Alguien Te Mira oder Mi corazón insiste... en Lola Volcán wirkte er in 21 Episoden der Fernsehserie Corazón valiente mit. Für die deutschsprachige Synchronfassung lieh ihm Alexander Gaida seine Stimme. Nach wiederkehrenden Rollen in den Serien Marido En Alquiler und Reina de corazones zog er 2014 nach Los Angeles. 2015 stellte er im Mockbuster Flight World War II – Zurück im Zweiten Weltkrieg die Rolle des Hector dar. Eine größere Rolle stellte er 2016 im Film Barrio Tales 2 als Martin dar. Im Folgejahr verkörperte er Episodenrollen in den Fernsehserien Let's Fall Out, Casual und By Night. Danach ging er zurück in seine kolumbianische Heimat und wirkte 2018 in wiederkehrenden Rollen in den Serien Mi Familia Perfecta und Al Otro Lado del Muro mit.

## Filmografie (Auswahl)

### Schauspieler
- 2011: Alguien Te Mira (Fernsehserie, Episode 1x101)
- 2011: Mi corazón insiste... en Lola Volcán (Fernsehserie, Episode 1x01)
- 2012: Una Maid en Manhattan (Fernsehserie, 2 Episoden)
- 2012: El Rostro de la Venganza (Fernsehserie, Episode 1x50)
- 2012: Corazón valiente (Fernsehserie, 21 Episoden)
- 2013: Rosario (Fernsehserie, Episode 1x01)
- 2013: 11-11 En mi cuadra nada cuadra (Fernsehserie, Episode 1x01)
- 2013: Marido En Alquiler (Fernsehserie, 5 Episoden)
- 2014: Reina de corazones (Fernsehserie, 3 Episoden)
- 2015: Demente Criminal (Fernsehserie, Episode 1x01)
- 2015: Flight World War II – Zurück im Zweiten Weltkrieg (Flight World War II)
- 2015: Gerardo Ortiz: Como Un Sueno (Sprechrolle)
- 2016: Lilin's Brood
- 2016: Barrio Tales 2
- 2017: Let's Fall Out (Fernsehserie, Episode 1x01)
- 2017: Casual (Fernsehserie, Episode 3x04)
- 2017: By Night (Fernsehserie, Episode 1x03)
- 2018: Shoot
- 2018: Mi Familia Perfecta (Fernsehserie, 4 Episoden)
- 2018: Al Otro Lado del Muro (Fernsehserie, 2 Episoden)

### Filmschaffender
- 2013: More than Words (Kurzfilm; Produktion, Regie, Musik)